# Lelkowo
Lelkowo (Duits: Lichtenfeld) is een dorp in het Poolse woiwodschap Ermland-Mazurië, in het district Braniewski. De plaats maakt deel uit van de gemeente Lelkowo en telt 1080 inwoners.